# Аура (группа, Беларусь)
«Аура» (англ. Aura, бел. «Аўра») — белорусская группа, исполняющая музыку в стиле поп-рок. Это творческий и семейный союз двух авторов и исполнителей — Юлии Быковой и Евгения Олейника, в активе которых более 500 песен, написанных для артистов Белоруссии, России, Молдавии, а также участие в таких фестивалях и конкурсах, как «Евровидение», «Детское Евровидение», «Славянский базар в Витебске», «Музыкальный суд».

## История
Группа «Аура» была создана Юлией Быковой и Евгением Олейником в 2005 году. Солистка группы Юлия Быкова занималась музыкой с детства, в возрасте 8 лет была солисткой народного коллектива «Зорачка», выступавшего с концертами по Белоруссии. Поступив в медицинский университет продолжила петь в команде КВН.
«Аура» появилась на свет с песней «Whisper of Silence», в написании которой использовался несуществующий язык с элементами английского, итальянского, латыни. В 2006 году песня заняла 3-е место на фестивале Eurovision Forum Contest. Через год «Аура» вместе с американским рэпером Doobie (Дуби) записала песню «Ноччу на Купалле», которая вошла в top40 танцевальных треков Европы 2007 года (фестиваль Eurodance). В 2009 году группы «Аура» была отмечена радиопремией «Золотое ухо» в номинации «Творческий потенциал». 19 декабря 2010 года «Аура» победила в телепроекте ОНТ «Музыкальный суд» с песней «Затрымай мяне».
15 июня 2011 года во Дворце профсоюзов состоялся сольный концерт «Аура», на котором был представлен первый альбом группы. Диск под названием Aura стал сборкой лучших песен, написанных с 2005 по 2011 годы.
В начале 2019 года Юлии Быковой и Евгению Олейнику была присуждена премия «За духовное возрождение»: как говорилось в сообщении пресс-службы главы государства, «за воплощение темы малой родины в современном эстрадном искусстве, создание цикла высокохудожественных вокальных произведений патриотического направления».
В 2022 году Евгений Олейник удостоен звания «Заслуженный деятель искусств Республики Беларусь». В 2025 году Юлия Быкова удостоена звания «Заслуженный артист Республики Беларусь», а Евгений Олейник награждён Благодарностью Президента Республики Беларусь.

## Дискография
| Название                         | Год         | Альбом       |
| -------------------------------- | ----------- | ------------ |
| «Whisper Of Silence»             | 2005 — 2011 | Aura (Vigma) |
| «Every Day»                      | 2005 — 2011 | Aura (Vigma) |
| «Free»                           | 2005 — 2011 | Aura (Vigma) |
| «Так скучала я»                  | 2005 — 2011 | Aura (Vigma) |
| «Я твоя земля»                   | 2005 — 2011 | Aura (Vigma) |
| «Затрымай»                       | 2005 — 2011 | Aura (Vigma) |
| «Wanna Be Your Stranger»         | 2005 — 2011 | Aura (Vigma) |
| «It's Like A Rainbow»            | 2005 — 2011 | Aura (Vigma) |
| «Everything's cool»              | 2005 — 2011 | Aura (Vigma) |
| «Mon Papa»                       | 2005 — 2011 | Aura (Vigma) |
| «Ноччу на Купалле»               | 2005 — 2011 | Aura (Vigma) |
| «Был или не был (Have You Ever)» | 2005 — 2011 | Aura (Vigma) |